# トーマス・クラウザー
トーマス・クラウザー（Thomas Klauser、1964年6月9日 - ）は、ドイツ、バイエルン州南部の小村ライトイムヴィンクル出身の元スキージャンプ選手。1979年から1991年まで西ドイツ及びドイツ代表として活躍した。

## プロフィール
ドイツ選手権でラージヒル5回（1980年、1981年、1985年、1986年、1988年）、ノーマルヒル1回（1988年）の優勝経験を持つ。

1984年サラエボオリンピックでは70m級個人47位に終わったが、1988年カルガリーオリンピックで90m級個人4位に入賞した（70m級個人では47位だった。）。

1985年ノルディックスキー世界選手権70m級22位、90m級28位。1987年地元オーベルストドルフの世界選手権では70m級20位、90m級で5位入賞している。1989年のラハティでは70m級16位、90m級45位だった。

スキーフライング世界選手権では1986年の6位が自己最高位である。

スキージャンプ・ワールドカップには1979/80シーズンから1990/91シーズンまで出場し、最高位は2位（2回）、総合では1986/87シーズンの13位が最高である。